# اما اسلیتر
اما اسلیتر (زاده ۲۵ دسامبر ۱۹۸۸) یک رقصنده و طراح رقص انگلیسی-آمریکایی است. او بیشتر برای حضورش در رقص با ستاره‌ها شناخته شده‌است.
اما اسلیتر در تم‌وورث، استافوردشایر، انگلستان بزرگ شد، جایی که او با شرکت در تولیدات متعدد در سنین پایین به مدارس محلی صحنه پیوست. او یک خواهر دوقلو به نام کلی دارد که طراح لباس و استایلیست در Dancing with the Stars است. اسلاتر در ۱۰ سالگی آموزش خود را در سالن رقص آغاز کرد. در آن سالها او در مسابقات متعددی در انگلستان پیروز شد. در ۱۵ سالگی، او در یک موزیک ویدیو از جورج مایکل "Round Here" تولید شده توسط Bikini Films در لندن ظاهر شد. در اواخر همان سال، اسلیتر در ویدیوی تناسب اندام "Latinasize" که در استودیوهای پاین‌وود در لندن، انگلستان فیلمبرداری شده بود، شرکت کرد. او از سال ۲۰۱۱ تا ۲۰۱۴ با ساشا فاربر، یکی از اعضای Dancing with Stars رابطه داشت. در دسامبر ۲۰۱۵، فاربر با انتشار پستی در حساب اینستاگرام خود تأیید کرد که او و اسلیتر دوباره با هم هستند. در ۴ اکتبر ۲۰۱۶، فاربر در طول پخش برنامه Dancing with the Stars از اسلیتر خواستگاری کرد. اسلیتر در ۲۵ مارس ۲۰۱۸ با فاربر ازدواج کرد و لیندسی آرنولد، ویتنی کارسون، و جنا جانسون به عنوان ساقدوش و درک هاو در این مراسم حضور داشتند. او در دسامبر ۲۰۲۰ شهروند آمریکا شد